# Indenrigspas
Et indenrigspas er et dokument til legitimation brugt i nogle lande til at kontrollere statsborgeres bevægelse inden for landets grænser. Lande, der benytter sig af indenrigspas i dag, inkluderer Rusland, Ukraine, Kina og Nordkorea. Før i tiden blev indenrigspas brugt af det russiske Kejserrige, Frankrig, Amerikas Konfødererede Stater, Sovjetunionen, det Osmanniske Rige, Sydafrika under Apartheid og andre lande.

## Sovjetunionen
Indenrigspas blev brugt i Sovjetunionen til identifikation af personer til forskellige formål. Specielt blev pas brugt til at kontrollere og overvåge hvor indbyggerne boede ved hjælp af propiska, en anordning designet til at kontrollere befolkningens interne bevægelser ved at binde en person til dennes permanente bopæl. For eksempel var et gyldigt propiska nødvendigt for at få en højere uddannelse eller modtage lægehjælp. Dog var disse servicer ikke begrænset til personens registrerede opholdssted. Ud over at gifte sig med en beboer fra et andet sted var universitetsuddannelser den mest populære metode til at få omstedt sit propiska og dermed komme til at bo et andet sted. Idet kun et fåtal af boliger var privatejede, var éns propiska til en bestemt adresse ensbetydende med, at man havde lov til at bo der.
Alle indbyggere var påkrævet ved lov at registrere deres adresse på dokumentet og til at indberette enhver relevant ændring til Indenrigsministeriet. Borgerne skulle desuden indsende et foto af dem selv til deres pas taget når disse skulle udstedes ved aldrene 16, 25 og 45.
I Ukraine blev disse love ophævet af landets forfatningsdomstol i 2001 på grund af forfatningsstridighed. 
I Rusland er lignende forsøg hidtil mislykket og systemet med indenrigspas er fortsat i brug (2011), dog i en reduceret form. Systemet med registrering og kontrol ved hjælp af indenrigspas er til stadighed meget strikt i Moskva for at reducere illegal immigration og forhindre terrorangreb. Der behøves ikke længere tilladelse til at skifte adresse undtagen hvis man flytter til en statsejet bolig. 
I november 2010 annoncerede den føderale migrationsservice den muligvis fremtidige annullering af indenrigspas, som i stedet skulle afløses af plastik-ID-kort eller kørekort.